# Кац, Шмуэль
Шмуэль (Муки) Кац (ивр. שמואל כץ‎;
9 декабря 1914, Йоханнесбург, Южно-Африканский Союз — 9 мая 2008, Тель-Авив, Израиль) — деятель ревизионистского сионизма, публицист и израильский политик. Один из руководителей еврейской подпольной организации «ЭЦЕЛ» и основателей партии «Херут», депутат кнессета 1-го созыва, основатель издательства «Карни», биограф Зеэва Жаботинского.

## Биография
Родился в 1914 году в Йоханнесбурге в семье Александра и Любы Зискинд. Получил традиционное еврейское образование, после чего продолжил учёбу в торговом училище и Витватерсрандском университете. В 1930 году вступил в южноафриканское отделение сионистского движения «Бейтар», а в 1932 году в еврейское культурное движение «Тхия». С 1932 по 1934 год входил в молодёжный совет Сионистской организации Южной Африки.
В 1936 году Кац переехал в подмандатную Палестину, где некоторое время выполнял функции почётного представителя правительства Южной Африки в еврейском ишуве. В 1937 году он присоединился к еврейской подпольной организации «ЭЦЕЛ». В 1939 году женился на Дорис Каплан. В том же году по личному приглашению Зеэва Жаботинского отправился в Лондон, где при его участии был основан регулярный печатный орган сионистов-ревизионистов Jewish Standard. С 1939 по 1942 год Кац был его главным редактором. В дальнейшем он входил в редакцию газеты Daily Express и был корреспондентом ряда других изданий, а в 1945 году на некоторое время снова вернулся на пост главного редактора Jewish Standard.
В 1946 году Кац возвратился в Палестину. Там он занял пост секретаря центрального комитета Всемирной организации сионистов-ревизионистов. В начале 1947 года он стал членом командования «ЭЦЕЛа» и был назначен координатором отдела внешней пропаганды этой организации. В этом качестве Кац побывал с делегациями «ЭЦЕЛа» в Европе, США и Южной Африке. В апреле—июне 1948 года он в качестве представителя «ЭЦЕЛа» в Европе занимался подготовкой к отправке в Палестину корабля «Альталена» с грузом оружия. Вернулся в Палестину сразу после потопления «Альталены» силами ЦАХАЛа и возглавлял отделение «ЭЦЕЛа» в Иерусалиме до роспуска организации в сентябре 1948 года.
После роспуска «ЭЦЕЛа» Кац принял участие в создании ревизионистской партии «Херут» и был избран в её исполнительный комитет. В его составе он оставался до 1951 года, с 1949 года также представляя партию в кнессете 1-го созыва, где входил в комиссию по иностранным делам и безопасности, законодательную комиссию и внутреннюю комиссию кнессета. Уйдя из активной политической жизни в 1951 году, Кац основал издательство «Карни». Он продолжал сотрудничать с газетами как публицист и написал ряд книг, из которых наиболее известны биография Жаботинского («Жабо»; в русском переводе вышла в 2000 году как «Одинокий волк. Жизнь Жаботинского») и «Земля раздора», посвящённая исторической связи еврейского народа с Землёй Израильской.
В 1967 году, после Шестидневной войны, Шмуэль Кац присоединился к Движению за единую Землю Израиля и с сентября того же года входил в его правление. В газете движения, «Зот ха-Арец», он вёл постоянную колонку. В 1977 году, после победы на выборах партии «Ликуд», он был приглашён премьер-министром Менахемом Бегином на пост советника по внешней пропаганде, однако уже в январе 1978 года оставил эту должность и в том же году покинул движение «Херут» из-за разногласий с премьер-министром по вопросу мирных переговоров с Египтом. Начиная с 1977 года Кац регулярно выступал с политическими комментариями в газетах «Маарив» и Jerusalem Post. Его последняя статья в Jerusalem Post вышла в декабре 2007 года.
Шмуэль Кац умер в мае 2008 года в Тель-Авиве в возрасте 93 лет.